# Verordnung (EG) Nr. 2725/2000 (Eurodac)
Die Verordnung (EG) Nr. 2725/2000 war bis zur Ablösung durch die Verordnung (EU) Nr. 603/2013 Rechtsgrundlage für die Einrichtung der Datenbank EURODAC. 